# Liste der Einträge im National Register of Historic Places im Burleson County
Die Liste der Registered Historic Places im Burleson County führt alle Bauwerke und historischen Stätten im texanischen Burleson County auf, die in das National Register of Historic Places aufgenommen wurden.

## Aktuelle Einträge
| Lfd. Nr. | Name im NRHP                        | Bild | Datum der Eintragung | Adresse/Lage    | Ort      | NRHP-ID  | Beschreibung |
| -------- | ----------------------------------- | ---- | -------------------- | --------------- | -------- | -------- | ------------ |
| 1        | Reeves-Womack House                 |      | 4. Feb. 1993         | 405 W. Fox St.  | Caldwell | 93000002 |              |
| 2        | Thomas Kraitchar Jr. and Mary House |      | 11. Juli 2002        | 200 E. Buck St. | Caldwell | 02000731 |              |